# Huber Ridge
Huber Ridge – jednostka osadnicza w Stanach Zjednoczonych, w stanie Ohio, w hrabstwie Franklin.